# (8708) 1994 DD
A (8708) 1994 DD a Naprendszer kisbolygóövében található aszteroida. S. Otomo fedezte fel 1994. február 17-én.